# Wakasa (Tottori)
Wakasa (jap. 智頭町 Wakasa-chō) – miasto w Japonii, na wyspie Honsiu, w prefekturze Tottori. Według danych na rok 2020 miejscowość zamieszkiwało 2 864 mieszkańców , a gęstość zaludnienia wyniosła 14,4 os./km².